# 陰唇
陰唇（いんしん）は、女性における外陰部の一部の呼称である。ラテン語でラビウム (labium) であるが、左右で対になっているため複数形でラビア (labia) と呼ぶことが多い。（英語読みでは、レイビア）
小陰唇と大陰唇とがあり、発生学・解剖学的に両者は関係が薄い。
陰茎同様に泌尿器を兼ねているが、陰茎に比べ排尿時に水滴がつきやすく、凸部がないため陰茎のように振り落とすことができない。このため、排尿後には陰裂に沿ってトイレットペーパーを当て、残尿を拭き取る必要がある。野外での排尿などトイレットペーパーが手に入らない状況下で排尿した場合、残尿を残したまま下着を履き直すことになり、衛生上の問題が生じる。このため、女子の野外での排尿は男子以上に衛生面から推奨されない。やむを得ない場合はあらかじめティッシュペーパーを持参することが推奨される。